# Forță de volum
În fizică o forță de volum este o forță care acționează în întregul volum al unui corp. Forțe datorate gravitației, câmpurilor electrice și magnetice sunt exemple de forțe de volum. Forțele de volum diferă de forțele de contact sau forțele de suprafață care sunt exercitate pe suprafața unui obiect. Forțele aparente, ca forța centrifugă, forța Euler și forța Coriolis sunt alte exemple de forțe de volum.

## Descriere

### Calitativă
O forță de volum este pur și simplu un tip de forță, prin urmare are aceleași dimensiuni ca forța, [M][L][T]−2. Totuși, este adesea convenabil să se vorbească despre o forță de volum fie ca forță pe unitatea de volum, fie ca forța pe unitatea de masă. Dacă forța pe unitate de volum este cea care prezintă interes, se vorbește despre densitatea forței în sistem.
O forță de volum diferă de o forță de contact prin faptul că forța nu necesită contact pentru transmitere. Astfel, forțele comune asociate cu gradienții de presiune și transmiterea căldurii prin conducție și convecție nu sunt forțe de volum deoarece necesită contact între sisteme pentru a exista.
Exemple de forțe de volum sunt:
- gravitația,
- forțele electrice care acționează asupra unui obiect încărcat electric în volumul său,
- forțele magnetice care acționează asupra curenților din interiorul unui obiect, cum ar fi forța de frânare care rezultă din curenții turbionari.

Forțele aparente (forțele de inerție) pot fi considerate forțe de volum. Forțele de inerție comune sunt:
- forța centrifugă,
- forța Coriolis,
- forța Euler (forța tangențială), care apare într-un sistem de referință în rotație atunci când viteza unghiulară a sistemului se modifică.

Totuși, forțele aparente nu sunt de fapt forțe. De fapt ele sunt corecții la a doua lege a lui Newton atunci când este formulată într-un sistem de referință neinerțial⁠(d). (Gravitația poate fi considerată și ea o forță aparentă în contextul relativității generale.)

### Cantitativă
Densitatea forței de volum este definită astfel încât integrala de volum (peste volumul de interes) din ea dă forța totală care acționează în întregul corp;
{\displaystyle \mathbf {F} _{\mathrm {tot} }=\int \limits _{V}\mathbf {f} (\mathbf {r} )\mathrm {d} V\,,}
unde dV este un element de volum infinitezimal, iar f(r) este densitatea câmpului de forțe din afara corpului care acționează în sistem într-un punct r.

## Accelerație
Ca orice altă forță, o forță de volum va determina accelerarea unui obiect. Pentru un obiect nerigid, a doua lege a lui Newton aplicată unui element de volum mic este
{\displaystyle \mathbf {f} (\mathbf {r} )=\rho (\mathbf {r} )\mathbf {a} (\mathbf {r} )},
unde ρ(r) este densitatea substanței, ƒ este densitatea forței și a(r) este accelerația, toate într-un punct r.

## Cazul gravitației
În cazul unui corp în câmpul gravitațional de la suprafața unei planete, a(r) este aproape constantă, g, și uniformă. Aproape de Pământ
{\displaystyle g\approx 9,81{\frac {\mathrm {m} }{\mathrm {s} ^{2}}}}.
În acest caz,
{\displaystyle \mathbf {F} _{\mathrm {vol} }=\int \limits _{V}\rho (\mathbf {r} )\mathbf {g} \mathrm {d} V=\int \limits _{V}\rho (\mathbf {r} )\mathrm {d} V\cdot \mathbf {g} =m\mathbf {g} }
unde m este masa corpului.